# Istoria parfumului

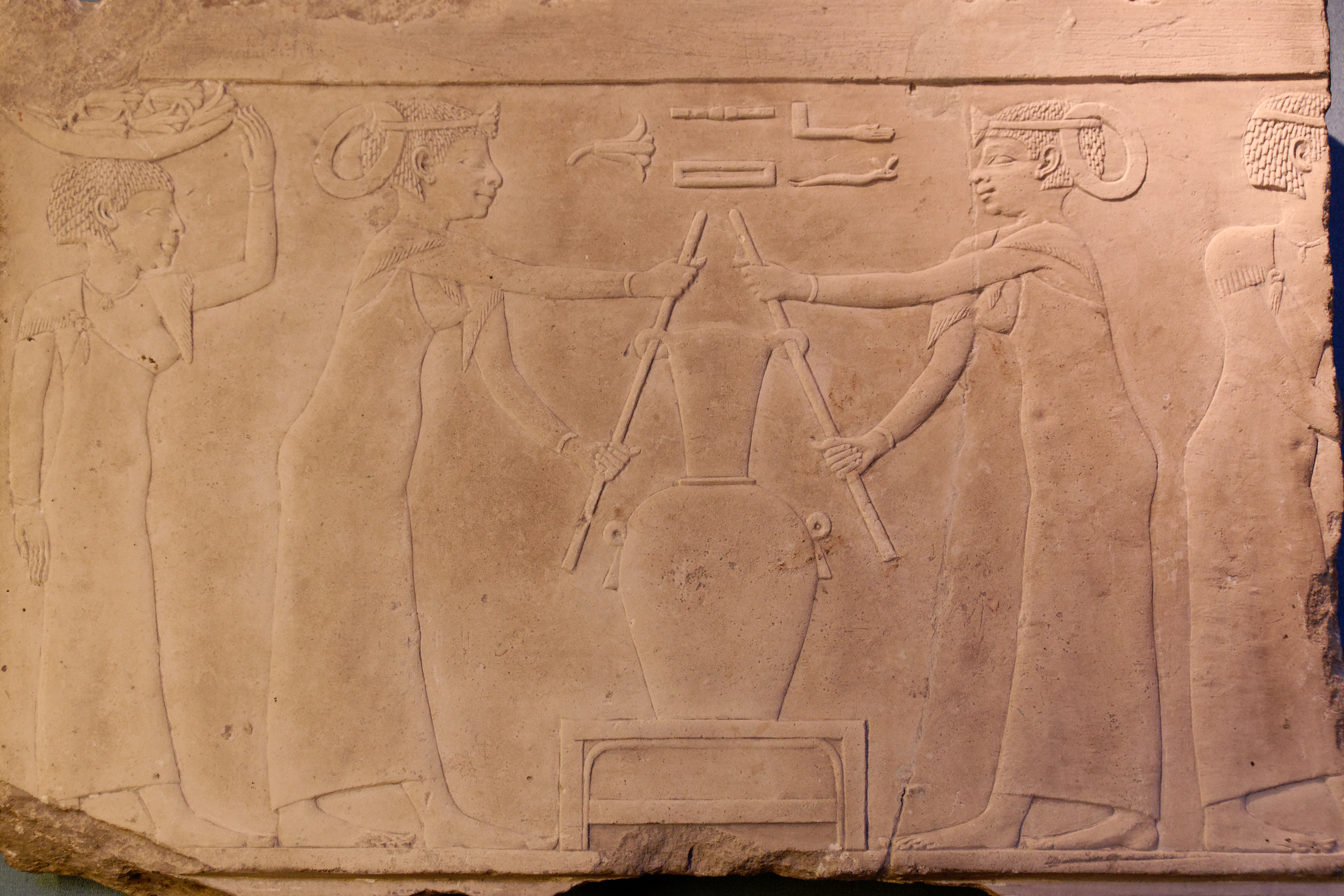
Gravură egipteană care înfățișează prepararea parfumului de crin

Cuvântul parfum este folosit astăzi pentru a descrie amestecuri parfumate și provine din cuvântul latin per fumus ( care înseamnă ,,prin fum"    ). Cuvântul parfumerie se referă la arta de a crea parfumuri. Parfumul era produs de grecii antici,  iar parfumul a fost rafinat și de romani, perși și arabi . Deși parfumurile  existau și în Asia de Est, majoritatea aromelor lor erau pe bază de tămâie . Ingredientele de bază și metodele de fabricare ale parfumurilor sunt descrise de naturalistul român  Pliniu cel Bătrân în lucrarea sa „Naturalis Historia” .